# Резолюция Совета Безопасности ООН 109
Резолюция Совета Безопасности ООН 109 — резолюция, принятая 14 декабря 1955 года. Совет рассмотрел по отдельности заявления с просьбой о приёме в Организацию 16 государств (Албания, Иордания, Ирландия, Португалия, Венгрия, Италия, Австрия, Румыния, Болгария, Финляндия, Цейлон, Непал, Ливия, Камбоджа, Лаос и Испания) и рекомендовал Генеральной Ассамблее принять вышеперечисленные страны в члены ООН.

## Результаты голосований
| Кандидат   | Результат голосования                     |
| ---------- | ----------------------------------------- |
| Албания    | 8-0-3 (воздержались: Бельгия, Китай, США) |
| Иордания   | 11-0-0                                    |
| Ирландия   | 11-0-0                                    |
| Португалия | 11-0-0                                    |
| Венгрия    | 9-0-2 (воздержались: Китай, США)          |
| Италия     | 11-0-0                                    |
| Австрия    | 11-0-0                                    |
| Румыния    | 9-0-2 (воздержались: Китай, США)          |
| Болгария   | 9-0-2 (воздержались: Китай, США)          |
| Финляндия  | 11-0-0                                    |
| Цейлон     | 11-0-0                                    |
| Непал      | 11-0-0                                    |
| Ливия      | 11-0-0                                    |
| Камбоджа   | 11-0-0                                    |
| Лаос       | 11-0-0                                    |
| Испания    | 10-0-1 (воздержались: Бельгия)            |

Резолюция принята восемью голосами; Бельгия, Китай, США воздержались.